# Tennistoernooi van Madrid 2022
|                                     |  |                                       |
| Ons Jabeur, winnares bij de vrouwen |  | Carlos Alcaraz, winnaar bij de mannen |

Het tennistoernooi van Madrid van 2022 werd van 28 april tot en met 8 mei 2022 gespeeld op de gravelbanen van het Manzanares Park Tennis Center ("Caja Mágica") in de Spaanse hoofdstad Madrid. De officiële naam van het toernooi was Mutua Madrid Open.
Het toernooi bestond uit twee delen:
- WTA-toernooi van Madrid 2022, het toernooi voor de vrouwen (28 april–7 mei)
- ATP-toernooi van Madrid 2022, het toernooi voor de mannen (1–8 mei)

## Toernooikalender
| Madrid            | april 2022 | april 2022 | april 2022 | mei 2022 | mei 2022 | mei 2022 | mei 2022    | mei 2022     | mei 2022     | mei 2022     | mei 2022 |
| Madrid            | don 28     | vrĳ 29     | zat 30     | zon 1    | maa 2    | din 3    | woe 4       | don 5        | vrĳ 6        | zat 7        | zon 8    |
| ----------------- | ---------- | ---------- | ---------- | -------- | -------- | -------- | ----------- | ------------ | ------------ | ------------ | -------- |
| vrouwenenkelspel  | 1e ronde   | 1e ronde   | 2e ronde   | 2e ronde | 3e ronde | 3e ronde | kwartfinale | halve finale |              | finale       |          |
| vrouwendubbelspel |            | 1e ronde   | 1e ronde   | 1e ronde | 2e ronde | 2e ronde | kwartfinale | halve finale | halve finale | finale       |          |
| mannenenkelspel   |            |            |            | 1e ronde | 1e ronde | 2e ronde | 2e ronde    | 3e ronde     | kwartfinale  | halve finale | finale   |
| mannendubbelspel  |            |            |            | 1e ronde | 1e ronde | 1e ronde | 2e ronde    | 2e ronde     | kwartfinale  | halve finale | finale   |

ATP-toernooi van Madrid – WTA-toernooi van Madrid

2009 · 2010 · 2011 · 2012 · 2013 · 2014 · 2015 · 2016 · 2017 · 2018 · 2019 · 2020 · 2021 · 2022 · 2023 · 2024